# Carduus brunneri
Carduus brunneri là một loài thực vật có hoa trong họ Cúc. Loài này được Döll mô tả khoa học đầu tiên năm 1859.